# Saint-Joseph (Loira)
Saint-Joseph és un municipi francès situat al departament del Loira i a la regió d'Alvèrnia-Roine-Alps. L'any 2007 tenia 1.809 habitants.

## Demografia

### Població
El 2007 la població de fet de Saint-Joseph era de 1.809 persones. Hi havia 643 famílies de les quals 109 eren unipersonals (35 homes vivint sols i 74 dones vivint soles), 217 parelles sense fills, 278 parelles amb fills i 39 famílies monoparentals amb fills.
La població ha evolucionat segons el següent gràfic:
Habitants censats

### Habitatges
El 2007 hi havia 696 habitatges, 658 eren l'habitatge principal de la família, 9 eren segones residències i 28 estaven desocupats. 628 eren cases i 61 eren apartaments. Dels 658 habitatges principals, 566 estaven ocupats pels seus propietaris, 69 estaven llogats i ocupats pels llogaters i 24 estaven cedits a títol gratuït; 4 tenien una cambra, 11 en tenien dues, 79 en tenien tres, 240 en tenien quatre i 324 en tenien cinc o més. 576 habitatges disposaven pel capbaix d'una plaça de pàrquing. A 221 habitatges hi havia un automòbil i a 392 n'hi havia dos o més.

### Piràmide de població
La piràmide de població per edats i sexe el 2009 era:
| Homes | Edats   | Dones |
| ----- | ------- | ----- |
| 0     | 95 o +  | 0     |
| 0     | 90 a 94 | 4     |
| 0     | 85 a 89 | 12    |
| 20    | 80 a 84 | 16    |
| 28    | 75 a 79 | 28    |
| 28    | 70 a 74 | 40    |
| 32    | 65 a 69 | 24    |
| 52    | 60 a 64 | 52    |
| 44    | 55 a 59 | 56    |
| 52    | 50 a 54 | 48    |
| 84    | 45 a 49 | 68    |
| 68    | 40 a 44 | 68    |
| 52    | 35 a 39 | 56    |
| 56    | 30 a 34 | 52    |
| 16    | 25 a 29 | 32    |
| 52    | 20 a 24 | 44    |
| 48    | 15 a 19 | 60    |
| 56    | 10 a 14 | 64    |
| 40    | 5 a 9   | 64    |
| 48    | 0 a 4   | 32    |

## Economia
El 2007 la població en edat de treballar era de 1.150 persones, 834 eren actives i 316 eren inactives. De les 834 persones actives 777 estaven ocupades (414 homes i 363 dones) i 56 estaven aturades (21 homes i 35 dones). De les 316 persones inactives 114 estaven jubilades, 125 estaven estudiant i 77 estaven classificades com a «altres inactius».

### Ingressos
El 2009 a Saint-Joseph hi havia 663 unitats fiscals que integraven 1.879 persones, la mediana anual d'ingressos fiscals per persona era de 19.278 €.

### Activitats econòmiques
Dels 67 establiments que hi havia el 2007, 1 era d'una empresa alimentària, 1 d'una empresa de fabricació de material elèctric, 4 d'empreses de fabricació d'altres productes industrials, 18 d'empreses de construcció, 17 d'empreses de comerç i reparació d'automòbils, 4 d'empreses de transport, 2 d'empreses d'hostatgeria i restauració, 1 d'una empresa d'informació i comunicació, 1 d'una empresa financera, 3 d'empreses immobiliàries, 9 d'empreses de serveis, 2 d'entitats de l'administració pública i 4 d'empreses classificades com a «altres activitats de serveis».
Dels 21 establiments de servei als particulars que hi havia el 2009, 2 eren tallers de reparació d'automòbils i de material agrícola, 2 paletes, 1 guixaire pintor, 4 fusteries, 6 lampisteries, 3 electricistes, 1 perruqueria i 2 restaurants.
Dels 3 establiments comercials que hi havia el 2009, 1 era una botiga de menys de 120 m², 1 una botiga d'electrodomèstics i 1 un drogueria.
L'any 2000 a Saint-Joseph hi havia 37 explotacions agrícoles que ocupaven un total de 480 hectàrees.

## Equipaments sanitaris i escolars
Els 2 equipaments sanitaris que hi havia el 2009 eren ambulàncies.
El 2009 hi havia una escola elemental.

## Poblacions més properes
El següent diagrama mostra les poblacions més properes.